# يلينا بيرسل
يلينا بيرسل مواليد 28 أكتوبر 1985 في رييكا، هي لاعبة كرة يد كرواتية تلعب كحارس مرمى. مثلت منتخب كرواتيا لكرة اليد للسيدات.